# ザ・ワイナリー・ドッグス
ザ・ワイナリー・ドッグス (The Winery Dogs) は、アメリカのハードロック・スーパーグループである。

## メンバー
- マイク・ポートノイ (Mike Portnoy) – ドラムス、バック・ボーカル
- ビリー・シーン (Billy Sheehan) – ベース、バック・ボーカル
- リッチー・コッツェン (Richie Kotzen) – リード・ボーカル、ギター、キーボード

## 来歴
2012年、ニューヨークにてマイク・ポートノイ、ビリー・シーン、リッチー・コッツェンの3人で結成。このバンドの音楽性について尋ねられた際、ポートノイは古典的なパワートリオサウンドだと答え、レッド・ツェッペリン、クリーム、ジミ・ヘンドリックス、グランド・ファンク・レイルロードといったロックの古典、そしてサウンドガーデン、アリス・イン・チェインズ、ブラック・クロウズ、レニー・クラヴィッツといった現代のアーティストからの影響を挙げている。
2013年にセルフタイトルのデビュー・アルバムをリリース。同年7月に初来日し、大阪と東京でライブを行った。
2015年にセカンド・アルバム『ホット・ストリーク』をリリース。翌2016年4月に再度来日し、大阪、広島、名古屋、東京で計5公演のツアー『THE WINERY DOGS DOUBLE DOWN JAPAN TOUR 2016』を開催した。
2023年2月にサード・アルバム『III』をリリース。同年11月に大阪、広島、名古屋、東京で計4公演のツアーを開催。

## 作品

### ライブ映像作品
- 『アンリーシュド・イン・ジャパン2013:ザ・セカンド・ショウ』 - Unleashed In Japan 2013: The Second Show (2014年) (DVD+2CD、DVD)
- 『ドッグ・イヤーズ 2013-2016 ライヴ・イン・サンチャゴ&ビヨンド』 - DOG YEARS 2013-2016 Live in Santiago & Beyond (2017年)    (DVD+CD、Blu-ray＋CD)

## 来日公演
- The Winery Dogs World Tour（2013年）
  - 7月16日 大阪 松下IMPホール
  - 7月17日 東京 日本青年館 大ホール
  - 7月18日 東京 赤坂BLITZ
- Double Down World Tour（2016年）
  - 4月15日 大阪 Zepp Namba
  - 4月17日 広島 ブルーライブ広島
  - 4月18日 名古屋 ボトムライン
  - 4月20日 東京 東京ドームシティホール
  - 4月21日 東京 昭和女子大学人見記念講堂
- 202III World Tour（2023年）
  - 11月17日 東京 ザ・ガーデンホール
  - 11月20日 大阪 Zepp Namba
  - 11月21日 広島 ブルーライブ広島
  - 11月22日 名古屋 ボトムライン
  - 11月24日 東京 LINE CUBE SHIBUYA